# The Membranes
The Membranes — британская рок-группа, образованная поющим гитаристом, автором песен Джоном Роббом в 1977 году в Престоне, Англия, и исполнявшая тяжелый диссонантный шумовой рок с политическим подтекстом, во многом предвосхитивший аналогичные эксперименты Sonic Youth и Big Black. В числе поддержавших андеграундный коллектив были Джон Пил и Джон Лэнгфорд из The Mekons, регулярно работавший с группой в студии.
The Membranes одними из первых заключили контракт с Creation Records, но вынуждены были расстаться с Аланом Макги после того, как тот не сумел оплатить расходы на запись сингла «Spike Milligan’s Tape Recorder». Важной составной частью имиджа группы были работы карикатуриста Саймона Клегга, оформлявшего их обложки.
Эстетике «экстремального шума» The Membranes оставались верны до конца своей карьеры, но время от времени выпускали неожиданные вещи — такие, как сингл «Muscles»(ставший клубным хитом в Нью-Йорке), мелодичный Everything Brilliant EP и Songs Of Love And Fury, альбом, который многие считают лучшей работой группы.
Четыре релиза группы входили в UK Indie Chart: синглы «Spike Milligan’s Tape Recorder» (Criminal Damage, #12, 1984) и «Everything’s Brillaint» (In Tape, #11, 1986), мини-альбом Death to Trad Rock (Criminal Damage, #8 1985) и альбом The Gift of Life (Creation, #15, 1985).
После распада группы Робб образовал Goldblade, в качестве продюсера сотрудничал с Therapy?, Cornershop, Slinky и др. Он — автор двух бестселлеров: биографии Stone Roses («Stone Roses And The Resurrection Of British Pop», 1996) и истории панк-рока («Punk Rock: An Oral History», 2006), переведенной на многие языки мира.

## Дискография

### Альбомы
- The Gift of Life (1985)
- Songs of Love and Fury (1986)
- Kiss Ass Godhead (1988)
- To Slay The Rock Pig (1989)

### EP’s
- Pin Stripe Hype (1982)
- Crack House (1983)
- Death To Trad Ro (1985)
- Time Warp (1987)
- Euro Pig v Auto Flesh (1989)

### Сборники
- Back Catalogue — The Virgin Mary Versus Peter Sellers (1985)
- Fast 'n' Bulbous: A Tribute to Captain Beefheart (1988, 1 трек)
- Wrong Place at the Wrong Time (1994)
- The Best Of The Membranes (1997)

### Синглы
- Flexible Membrane (1980)
- Muscles / All Roads Lead to Norway (1982)
- Spike Milligan’s Tape Recorder (1984)
- Kennedy 63 (1985)
- Everything’s Brilliant (1986)